# Spiknutí (Star Trek: Nová generace)
Spiknutí (v anglickém originále Conspiracy) je v pořadí dvacátá pátá epizoda první sezóny seriálu Star Trek: Nová generace.

## Příběh
USS Enterprise D je na cestě k planetě Pacifica, kde mají členové posádky strávit pár dnů dovolené. Všichni na můstku jsou v dobré náladě a těší se na odpočinkové dny. Kapitán Picard obdrží hlášení nejvyšší priority od Walkera Keela. Jsou staří známí, Keel je kapitánem lodi USS Horatio. Žádá Picarda o rozhovor mezi čtyřma očima na jedné z opuštěných planet. Picard nechá změnit kurz směrem k zadané planetě, přičemž udivené posádce nic neprozradí.
Když dorazí k místu schůzky, Picard se sám přenese na povrch. Uvítá ho Walker Keel, ale spolu s ním jsou dva další důstojníci, kteří donutí Picarda odpovědět na důvěrné otázky. Keel vypráví Picardovi, že někteří vysocí důstojníci Flotily začali vydávat zvláštní rozkazy a chovají se podivně. Nemůže už věřit nikomu na své lodi a má podezření na rozsáhlé spiknutí nejvyšších míst. Picard má pochybnosti a Keel ho nabádá k velké ostražitosti. Pak ho varuje, aby se o tomto rozhovoru nikomu nezmiňoval.
Po návratu na Enterprise nechá kapitán Data, aby prověřil všechny rozkazy Hvězdné flotily za posledních šest měsíců. Enterprise pak na cestě objeví trosky lodi, kterou identifikují jako Horatio. Všichni zahynuli, včetně kapitána Keela. Kapitán Picard je šokován a svěří se se vším Rikerovi. Dat potvrdí zvláštnosti v rozkazech Flotily. Picard se tedy rozhodne letět k planetě Zemi.
Po příletu na místo je uvítají starší důstojníci, admirálové Savar a Arron spolu s poručíkem Remmickem. Udivují se nečekané návštěvě Enterprise, ale pak pozvou Picarda a Rikera na večeři. Admirál Quinn se vyjádří, že by rád na Enterprise navštívil své staré přátele a jde se transportovat na loď. Po rozhovoru s Quinnem řekne Picard Rikerovi, že tohle jistě nemůže být Quinn, jen tak vypadá. Přikáže Rikerovi, aby dával na Quinna pozor, a transportuje se na Zemi.
Quinn si s sebou vzal kufřík, který chce ukázat Rikerovi. Když za ním do kajuty Riker přijde, Quinn ho napadne a omráčí, přitom disponuje překvapivě velkou silou. Nakonec musí Quinna omráčit fázerem doktorka Crusherová. Ta pak najde na Quinnově krku zvláštní výběžek a po prohlídce zjistí další překvapivé věci. Quinnův mozek je zcela pod kontrolou neznámého parazita.
Zprávu sdělí Picardovi, který se dole baví s ostatními o „údajném spiknutí.“ Všichni důstojníci Flotily to popírají. Kapitána Picarda ale již při příchodu znepokojilo neobvyklé prázdno místo čilého ruchu. Když dorazí na večeři, zažije šok. Servírují se totiž malé larvy, které ostatní s chutí pojídají. Důstojníci vysvětlí překvapenému Picardovi, že jejich hostitelé přišli ze vzdáleného hvězdného systému. Obsadili těla lidí a řídí jejich mozkovou činnost. Chvíli na to dorazí Riker, který zabrání Picardovi v útěku a sedne si k ostatním. Zdá se, že ho parazité také ovládli. Riker se chystá najíst, ale místo toho vytáhne phaser. Společně s Picardem se jim podaří důstojníky omráčit, ale Arron uprchne až ke kajutě poručíka Reemicka. Když také Arrona omráčí phasery, z úst mu vyleze malý krab, který zamíří do Reemickovy kajuty.
Picard s Rikerem vstoupí, když Remmick právě dokončí odeslání nějaké zprávy. Usadí se a když se k němu přiblíží parazit, klidně ho nechá vlézt do své pusy. Řekne, že neznámí cizinci doufají, že budou žít společně s lidmi v míru. Picard s Rikerem na něj vypálí své phasery, až jeho hlava exploduje. Remmick byl mateřskou larvou a kapitán Picard vyjadřuje v palubním deníku lítost, že musel být usmrcen. O pár dní později se důstojníci uzdravují a zdá se, že parazity nebyl nakažen nikdo další. Dat na můstku oznámí, že rozluštil zprávu, kterou Remmick předtím odeslal. Dorazila do vzdáleného, dosud nezmapovaného hvězdného systému.

## Zajímavosti
- Epizoda získala cenu Emmy za vynikající práci maskérů při líčení (make-up).

- Závěrečný děj má otevřený konec. První návrh scénáře souvisel s plánovanou invazí nového nepřátelského druhu. Vetřelci měli mít podobu hmyzu a děj měl být zahrnut ve více epizodách. Ve druhé sezóně scenáristé dali nepřátelům zcela jiný vzhled, vytvořili totiž Borgy.

- Při vysílání v Anglii i v Německu vystřihli část závěrečné scény, kdy exploduje Remmickova hlava.

- Na schůzce Picarda s Walkerem Keelem nechá Keel pozdravovat doktorku Crusherovou. Pak ale Picardovi zdůrazňuje, že celý rozhovor je přísně tajný.
- The Big Stop